# تیم ملی فوتبال زیر ۱۸ سال اسپانیا
تیم ملی فوتبال زیر ۱۸ سال اسپانیا (اسپانیایی: Selección de fútbol sub-18 de España‎) نماینده فوتبال کشور اسپانیا در مسابقات فوتبال زیر ۱۸ سال اروپایی و بین‌المللی است که زیر نظر فدراسیون فوتبال سلطنتی اسپانیا فعالیت می‌کند.